# Szabadhídvég
Szabadhídvég est un village et une commune du comitat de Fejér en Hongrie.